# Gelbschwanz-Steuerbarsch
Der Gelbschwanz-Steuerbarsch (Atypichthys latus) lebt im südwestlichen Pazifik, bei Südaustralien und Neuseeland, den Kermadecinseln, der Norfolkinsel und der Lord-Howe-Insel. Er lebt in Felsriffen, die mit Algen, seiner Hauptnahrung, bewachsen sind.
Die hochrückigen, bis zu 30 Zentimeter lang werdenden Fische ähneln den weiter nördlich, in Korallenriffen, lebenden Falterfischen (Chaetodontidae). Sie haben eine weiße Grundfarbe mit breiten, dunklen Längsstreifen. Rücken-, Schwanz-, After- und Brustflossen sind gelb.
Da diese Zeichnung an die häufige Trikotfärbung australischer Footballspieler erinnert, wird er im Englischen als „Eastern footballer“ bezeichnet. Die Diagonalstreifen-Steinbrasse (Neatypus obliquus) aus dem Meer an Südwestaustraliens Küste heißt entsprechend „Western footballer“.